# Ovaro
Ovaro (Davâr in friulano) è un comune italiano di 1 696 abitanti del Friuli-Venezia Giulia. Fa parte del club dei borghi autentici d'Italia.

## Geografia fisica
Il paese è posto a 525 m s.l.m. (casa comunale) in Val Degano (detta anche "Canale di Gorto") di cui è il centro principale, nella regione alpina della Carnia. Sorge in una soleggiata conca fra i gruppi montuosi del Col Gentile (2.076 m) a ovest e dell'Arvenis (1.968 m) a est, mentre lontano a nord domina la valle il monte Volaia (2.55a m). Il comune si estende per 57,88 km² e la sua altitudine varia dai 456 m del punto più basso ai 2.076 (M.te Col Gentile) del punto più alto; l'escursione altimetrica è quindi di 1620 m.

## Storia

### Antichità
Rinvenimenti sporadici rivelano una presenza umana in epoca preistorica ed è stata rinvenuta (frazione di Agrons) un'iscrizione in caratteri nord etruschi risalente al VI-V secolo a.C.

A popolazioni celtiche sembrano risalire numerosi macrotoponimi della zona di Ovaro, tra cui il nome della vallata, Guart (it. Gorto), che indicherebbe un luogo chiuso o protetto.
Quando i Romani sconfissero i Galli Carni che abitavano la zona, il territorio di Ovaro, come tutta la Carnia, entrò a far parte dei domini romani. In età tardo-antica il popolamento della zona si rivela molto fitto, probabilmente anche a causa di una migrazione delle popolazioni celtiche romanizzate della pianura friulana e del Norico che, come attestato da fonti storiche , abbandonarono le proprie terre alla ricerca di zone più sicure. 

Il nome "Ovaro" sembra invece derivare dalla fusione (sinalefe) della parola latina "Ovis" (pecora) con l'espressione celtica "ro chi" (portare indietro). Da qui la parola "Ovirochi", in seguito "Ovaroch" (a volte traslitterato in "Ovarock") ed infine "Ovaro".
Il complesso paleocristiano di San Martino
A tale periodo sono ascrivibili sia numerose piccole necropoli della zona, sia il complesso liturgico paleocristiano di San Martino: recenti scavi archeologici nei pressi della chiesetta medioevale di San Martino hanno messo in luce l'esistenza di un edificio extraurbano a pianta basilicale di grandi dimensioni (400 m2 circa) del IV secolo d.C. e di un battistero ottagonale antistante la basilica. Il complesso presenta le caratteristiche dell'architettura sacra aquileiese-alpina (vasca battesimale esagonale, banco presbiterale, martyrion, triplice abside). Il complesso liturgico venne distrutto e abbandonato nel corso dell'alto medioevo e la sede della pieve sarebbe quindi stata trasferita sul più sicuro colle in prossimità della frazione di Agrons.

### Medioevo
La zona di Ovaro seguì le vicende storiche del resto del Friuli, caratterizzate dalla presenza prima dei Longobardi e quindi dei Franchi. 
Dopo l'anno 1000 Ovaro si trovava sotto il dominio temporale e spirituale del Patriarcato di Aquileia, feudatario del Sacro Romano Impero. Sotto i patriarchi di Aquileia si andò affermando la famiglia dei de Luincis, furono "gesmani”, ovvero feudatari ministeriali, della chiesa di Aquileia. Noto in particolare è Ermanno da Luincis, giustiziato nel 1351 in quanto implicato nell'assassinio del patriarca Bertrando di San Genesio. A seguito della repressione della fronda nobiliare che aveva portato all'uccisione di Bertrando, le truppe patriarcali distrussero probabilmente anche i castelli di Luincis ed Agrons.
Situazione sociale ed economica ed organizzazione religiosa in epoca medioevale
Il tessuto sociale di epoca medioevale sembra tuttavia essere stato costituito da uomini liberi, che si dedicavano all'agricoltura ed all'artigianato. Le terre erano principalmente di proprietà dei comuni rustici, o in mano a piccoli proprietari o enti ecclesiastici locali. L'organizzazione del culto ruotava attorno alla pieve di Gorto, il cui territorio comprendeva il bacino del torrente Degano e dei suoi affluenti. Titolare della Pieve era l'abate di Moggio, che delegava la cura d'anime a tre sacerdoti (uno dei quali officiava nella pieve, l'altro in San Vigilio di Ovaro ed il terzo in San Giorgio di Comegliàns). Nel corso del tardo medioevo dalla pieve si andarono staccando varie parrocchie, a partire da quelle geograficamente più lontane.

### Età moderna
Nel 1420 insieme al resto del Friuli, Ovaro passò alla Repubblica di Venezia, che mantenne inalterato lo statuto di autonomia di cui godeva la Carnia in epoca patriarcale.
Come il resto della Carnia, infatti, la zona di Ovaro venne coinvolta solo marginalmente nelle vicende della Repubblica di Venezia. L'evento più rilevante dei secoli in questione fu il terremoto che colpì la zona di Ovaro il 28 luglio del 1700. A seguito del sisma, si rese necessaria un'opera di ricostruzione, in particolare quella della pieve di Gorto.
Sviluppo economico e sociale e organizzazione amministrativa e religiosa in età moderna
Le famiglie della zona andarono affiancando all'attività agricola attività di tipo artigianale e commerciale (commercio ambulante, soprattutto di spezie e mercerie, tessitura), dando luogo a flussi migratori stagionali, i commercianti (cramârs) verso le terre dell'Impero, i tessitori verso l'Istria interna.
Le rimesse economiche di tali categorie, assieme al periodo di relativa tranquillità politica garantito dalla Repubblica di Venezia, consentirono un periodo di relativa prosperità economica per la zona di Ovaro, come del resto per la Carnia intera.
La casa tipica di Ovaro, ma del Canale di Gorto in generale, è una costruzione rettangolare, in muratura, senza sovrastrutture in legno, a due o tre piani, con scala interna preferibilmente in legno. La particolarità delle abitazioni gortane sta però nel tetto: si tratta di tetti a due spioventi molto inclinati (per far scivolare la neve che d'inverno cade copiosa), coperti a scandole a lisca di pesce che possono essere rosse o più raramente verdi. A volte nei lati più corti della casa si trovano altri due spioventi più piccoli mozzi.
Tra le famiglie ovaresi che si distinsero in epoca moderna, si possono portare come esempio i De Corte di Ovasta (che erano specializzati nel commercio nelle terre interne dell'Impero, in particolare ad Edemburgo) ed i Rovis di Agrons (che avevano raggiunto un notevole benessere grazie all'attività artigianale sviluppata a Gimino, nell'Istria imperiale). Accanto a queste si possono ricordare anche gli Spinotti di Muina, i Crosilla-Micoli di Mione e i Lupieri di Luint. L'importanza assunta dalle attività commerciali ed artigianali si accompagnava ad un crescente ricorso ai prestiti, erogati da singoli privati oppure dalle confraternite locali.
Per aggirare il divieto di usura imposto dalla chiesa cattolica, i prestiti venivano dissimulati mediante l'artificio giuridico del contratto di livello, che presupponeva una sorta di ipoteca su un bene mobile. Di conseguenza aumentò l'importanza della proprietà fondiaria e, di conseguenza, il prezzo delle terre, che restò in Carnia più elevato rispetto alla ben più fertile pianura friulana. Le terre di proprietà collettiva dei comuni erano soprattutto i boschi, i pascoli ed i prati, situati nella zona più lontana dai centri abitati ("pertinenze"), mentre quelle nella zona più vicina ai centri abitati (tavella) erano, invece, di proprietà dei privati. Sconosciuto era, nella zona di Ovaro, il latifondo (con la parziale eccezione della famiglia Spinotti di Muina che aveva cercato di ampliare le sue proprietà). Il comune era, all'epoca, proprietario delle terre comuni dei villaggi e disponeva anche di poteri in materia di opere pubbliche (era responsabile del mantenimento della viabilità, cui si provvedeva mediante corvée).
In generale ad ogni villaggio corrispondeva un comune. Nella zona di Ovaro i comuni erano tredici, corrispondenti alle attuali frazioni di Muina, Agrons e Cella, Mione, Luint, Luincis, Ovasta, Entrampo, Clavais, Liariis, Lenzone, Chialina, Ovaro, Cludinico. Il comune era retto dalla "vicìnia", l'assemblea dei rappresentanti delle famiglie, a cui prendevano parte in teoria i capofamiglia: in realtà la prolungata assenza degli uomini, che migravano stagionalmente per dedicarsi alle attività commerciali o artigianali, faceva sì che il ruolo fosse svolto spesso dalle donne.
La vicìnia prendeva tutte le decisioni di competenza del comune ed eleggeva i membri della "banca", il governo locale, costituito da un "merìga", o sindaco, affiancato da due "giurati", che aveva compiti esecutivi e di rappresentanza del comune verso l'esterno.

### Età contemporanea

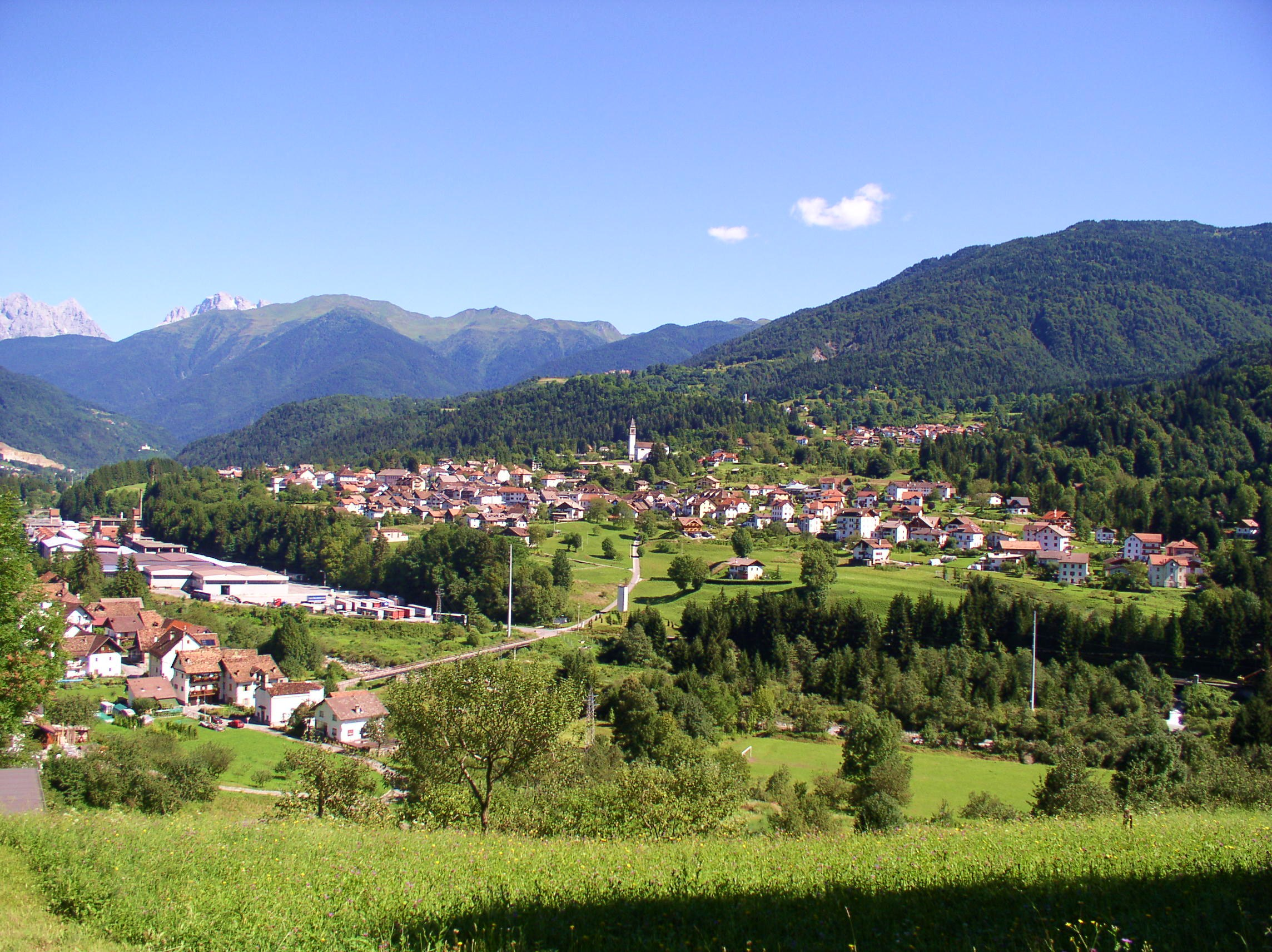
Panoramica ovarese

Ovaro fece parte della Repubblica di Venezia fino al 1797, quando passò all'impero asburgico insieme al resto del Veneto e del Friuli, per effetto del trattato di Campoformio. 

Dopo la terza guerra di indipendenza nel 1866 entrò a far parte del regno d'Italia.
Durante la prima guerra mondiale furono ben 97 le donne ovaresi impegnate come portatrici carniche, che compiendo immani fatiche rifornivano di viveri e munizioni i soldati italiani sul vicino fronte.
Nel 1917, dopo la disfatta di Caporetto, fu per un periodo nuovamente occupato dalla truppe austro-ungariche.
Nell'ambito della guerra di resistenza nel 1944 fu sede delle truppe cosacche, alleate dei nazifascisti. fino al maggio del 1945. Il 2 maggio le truppe cosacche in ritirata, essendo state attaccate dai partigiani, uccisero per rappresaglia 22 civili tra cui il parroco di Ovaro, don Pietro Cortiula.
Dal punto di vista amministrativo i piccoli comuni preesistenti vennero progressivamente accorpati prima nei due comuni di Ovaro (riva sinistra del Degano) e di Mione (riva destra del Degano), successivamente riuniti in uno solo). Il progressivo aumento demografico era stato accompagnato da una crescente pressione sociale in direzione della privatizzazione delle terre comuni, oggi quasi del tutto scomparse. L'antico regime sopravvive nelle frazioni di Ovasta e Liariis (dove sussistono del “beni frazionali”) e ad Agrons, dove i discendenti delle antiche famiglie del paese sono comproprietari privati di alcuni boschi. Da un'economia mista di tipo agricolo-commerciale o agricolo-artigianale, si passò nel corso del XIX secolo ad un'economia mista agricolo-operaia, sempre caratterizzata dall'emigrazione stagionale, in particolar modo verso l'Europa centrale, dove gli ovaresi si dedicavano soprattutto all'edilizia.
Nel corso del XX secolo si registrò anche un'emigrazione permanente diretta in America, Svizzera, Francia, Belgio, Un parziale freno al fenomeno si ebbe in occasione dell'apertura della cartiera ad Ovaro e della miniera di carbone. La chiusura della miniera di carbone, nell'immediato secondo dopoguerra, rappresentò un momento di crisi evidente dell'economia locale. In ogni caso l'emigrazione andò rallentando negli anni sessanta, tanto che negli anni settanta si poteva dire esaurita. L'organizzazione religiosa venne rivoluzionata in seguito alle riforme del periodo napoleonico: le confraternite locali scomparvero o videro grandemente ridotto il loro ruolo economico. Fu abolito il giuspatronato popolare per l'elezione dei sacerdoti e il territorio si divise nelle parrocchie della pieve di Gorto, di Ovaro, Muina, Mione, Liariis e Ovasta.

### Simboli
Lo stemma e il gonfalone sono stati concessi con decreto del presidente della Repubblica del 12 maggio 1959.
Lo stemma vuole simboleggiare il comune sorto nel 1871 dalla fusione di Mione (con Cella e tutte le frazioni a destra del torrente Degano) e Ovaro (e le sue frazioni a sinistra). L'insieme raffigura il campanile della Pieve di Gorto (per Mione) e una rapa (per Ovaro), uniti dal ponte di San Martino separati dal torrente Degano.
Il gonfalone è un drappo partito di azzurro e di bianco.

## Monumenti e luoghi d'interesse

### Chiese

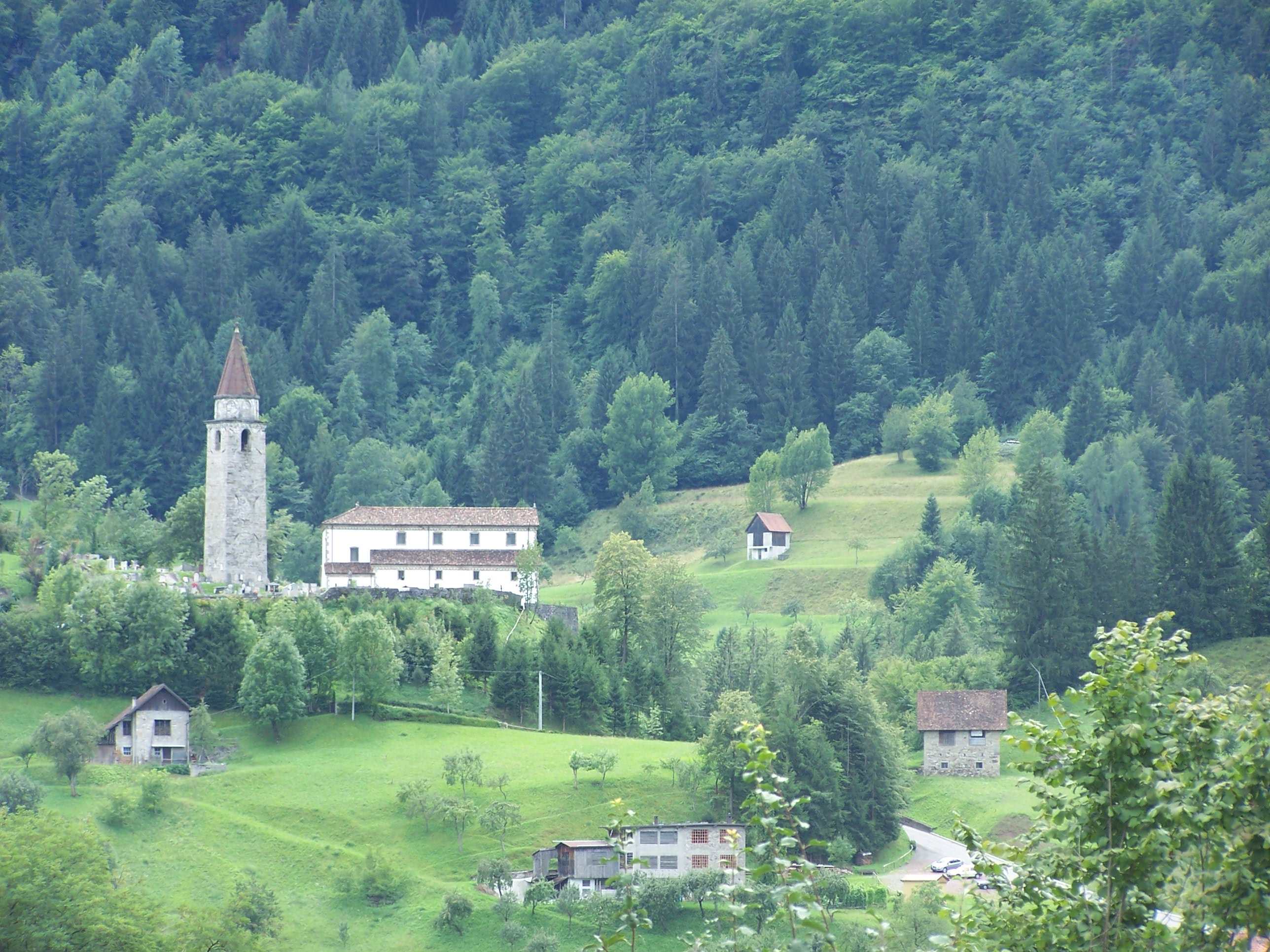
La Pieve di Gorto vista da Nord

- Pieve di Gorto, situata su un poggio a nord della frazione di Agrons, citata per la prima volta nel 1119, ma erede di un complesso del IV secolo. L'aspetto odierno della Pieve, dopo vari terremoti e incendi è settecentesco, ma a seguito dell'intervento di ripristino effettuato successivamente al sisma del 1976 sono venute alla luce alcune vestigia dell'impianto originario quali la gradinata semicircolare visibile dal camminamento appositamente realizzato in corrispondenza del fronte (ovest).
- Chiesa parrocchiale della Santissima Trinità ad Ovaro, costruita intorno alla metà del XIX secolo
- Chiesa di Santa Fosca ad Agrons, situata all'estremità orientale del paese e fondata nel 1682 dai fratelli Matteo e Antonio Rovis. L'intitolazione a Santa Fosca è dovuta al fatto che la famiglia Rovis aveva attività economiche importanti nel villaggio istriano di Gimino, dove era diffusa la devozione per questa santa. L'altare ligneo, datato 1688 e commissionato da Giovanni Battista e Giacomo Rovis, è estremamente semplice e ospita una pala con le "Sante Fosca, Agata e Caterina da Siena".
- Chiesa di San Rocco a Cella. L'unico edificio di interesse artistico è la chiesa di San Rocco. Si tratta di una chiesa gotica costruita nel Medioevo e ampliata nel XVI secolo ad aula unica di piccole dimensioni, con presbiterio poligonale. In cima alla facciata si trova un campanile a vela. All'interno vi è un altare di legno del XVII secolo.

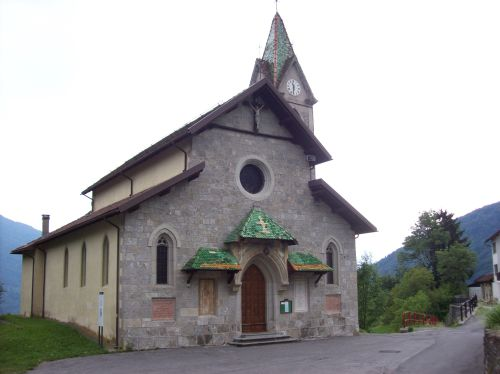
La chiesa parrocchiale di Mione

- Chiesa parrocchiale di Sant'Antonio Abate a Mione. La chiesa parrocchiale di Mione Il coro trecentesco venne affrescato nel Cinquecento del pittore Pietro Fuluto[10]. La navata è stata ricostruita negli anni venti e la chiesa restaurata dopo il terremoto del 1976.
- Chiesa di San Lorenzo Martire a Clavais. Di origine medioevale, questa chiesa fu riedificata nel 1783

### Architetture civili
- Palazzo Micoli Toscano, nella frazione di Mione, realizzato dall'architetto pordenonese Giovanni Battista Bassi nel 1836 per conto della famiglia Micoli-Toscano; è oggi noto come La casa delle cento finestre e gode di una splendida posizione panoramica sulla sottostante vallata. È riconoscibile fin da lontano per la sua forma cubica, il suo tetto verde e le sue, appunto, cento finestre.
- Casa De Corte, ad Ovasta, tipico esempio di architettura carnica risalente al XVII secolo.
- Molino, in località Baûs, tra Ovaro e Comeglians. Si tratta di un vecchio mulino ancora in funzione. Vi si può assistere alla macina del granoturco.
- Miniera di Cludinico, nella frazione di Cludinico, grazie a visite guidate si può riscoprire l'ex-miniera di carbone situata sotto Cludinico.

### Itinerari
Itinerario dettagliato delle ascensioni con partenza dal comune di Ovaro:
- Al monte Avedrugno m 1.533, ore 4. Da Mione, si scende ad attraversare il torrente Miozza, quindi si risale (ore 2.30) agli Stàvoli Laudi m 940, da dove per prati e boschi, verso Sud Ovest, si raggiunge la cima.
- Al monte Zoncolan m 1.740, ore 4. Dalla casera Pozôf, per il crinale erboso, si sale verso Est; dalla cima, dove si trova la stazione superiore della funivia che sale da Ravascletto, si gode un panorama sulle valli del Degano, Pesarina e sull'alta valle del Bût.
- Al monte Tamai m 1.970, ore 4.30. Si sale a Lenzone, quindi per carreggiabile (ore 3) alla Malga Arvenùtis m 1.515. Dopo circa 6 km, in località Forchianon, si trovano delle sorgenti di acqua oligominerale. Tenendosi alti si giunge (ore 4) alla forcella m 1.840 tra il monte Arvenis a Sud e il monte Tamai a Nord, che si raggiunge a sinistra per pascoli.
- Al monte Arvènis m 1.968, ore 4.30. Dopo la Malga Arvenùtis, prendere la mulattiera a destra che sale alla Malga di Clàupa m 1.646, poi per un costone alla vetta. Si può raggiungere in breve la forcella m 1.840 che divide l'Arvènis dal Tamai.

## Società

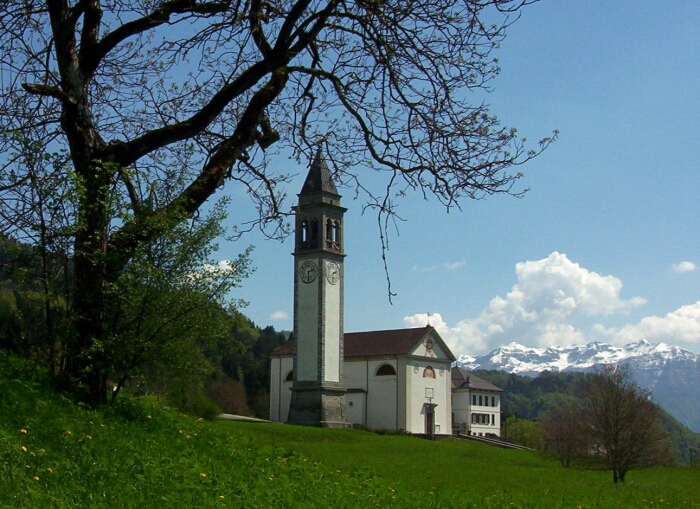
Chiesa della Santissima Trinità

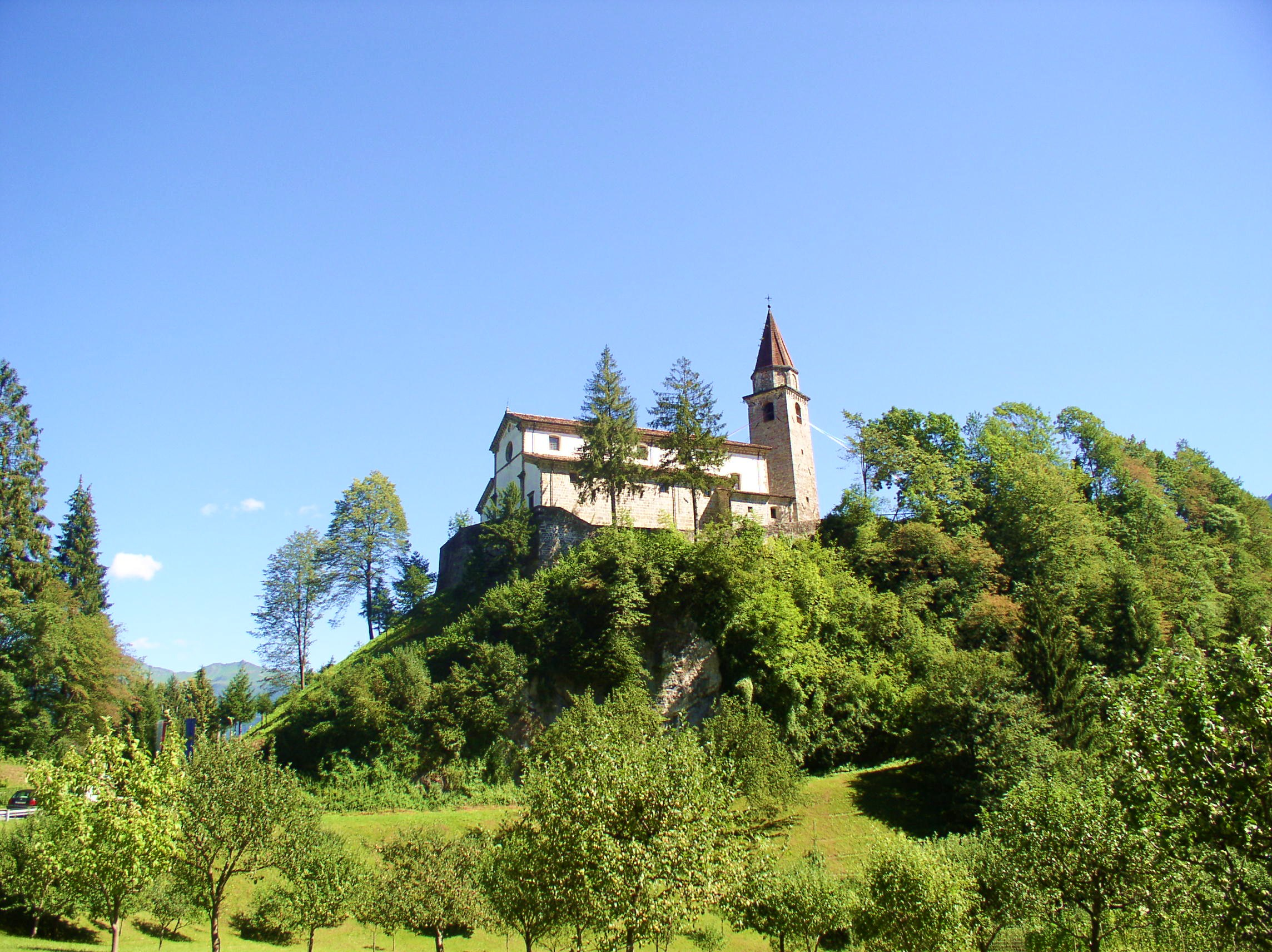
Pieve di Santa Maria di Gorto

### Evoluzione demografica
Abitanti censiti

### Lingue e dialetti
A Ovaro, accanto alla lingua italiana, la popolazione utilizza la lingua friulana. Ai sensi della deliberazione n. 2680 del 3 agosto 2001 della Giunta della Regione autonoma Friuli-Venezia Giulia, il Comune è inserito nell'ambito territoriale di tutela della lingua friulana ai fini della applicazione della legge 482/99, della legge regionale 15/96 e della legge regionale 29/2007.
La lingua friulana che si parla ad Ovaro rientra fra le varianti appartenenti al friulano carnico e in particolare quello della Val Degano, caratterizzato dalla terminazione tipica delle parole femminili in -a (singolare) e in -as (plurale). Un tratto caratteristico della lingua friulana della zona di Ovaro è la conservazione dei dittonghi tonici "ei" e "ou", che compaiono in alcuni dei contesti in cui nel friulano centrale si hanno, rispettivamente, "î" e "û".
Nella maggior parte delle frazioni del comune di Ovaro si parlano varietà leggermente più innovative, che si avvicinano maggiormente al modello del friulano centrale. Per esempio a Muina non si registra l'uso dei dittonghi "ei" e "ou". A Liariis, Mione e Cella, invece, la terminazione tipica del plurale delle parole femminili è -es.

### Tradizioni e folclore
In diverse frazioni di Ovaro si celebra il trai das cidulas: un rito che consiste nel lancio di rotelle di legno infuocate da parte dei giovani del paese. Il lancio avviene normalmente da un'altura vicina al centro abitato. Al lancio delle cidulas si accompagna la declamazione di una raganiza (frase ritmata) dedicata a ogni ragazzo celibe e ad ogni ragazza nubile del paese.
La data di tale rito varia da frazione a frazione. A Muina si celebra la vigilia dell'epifania, ad Agrons la vigilia di Santa Fosca (13 febbraio), a Cella la vigilia di San Sebastiano, a Mione la vigilia di Sant'Antonio (17 gennaio), a Ovaro, Luincis ed Entrampo Ovaro l'ultimo giorno dell'anno.
Un'altra tradizione popolare è la questua dei bambini (in friulano lâ a sops), che si effettua il 31 dicembre.
Il 6 gennaio in alcune frazioni (come Ovasta), vi è la questua dei tre Re.
Il comune vanta la presenza di ben tre gruppi corali e un gruppo bandistico, il coro “Chei di Guart”, il coro “Rosas di Mont”, il coro alpino “monte Arvenis” e il “Corpo bandistico Val di Gorto”.

## Cultura

### Biblioteca
Nel 1984 il Consiglio Comunale istituisce la Biblioteca che viene aperta al pubblico nel marzo 1986 con una dotazione libraria di base acquistata con contributi regionali e comunali sulla quale si sono innestati un primo importante lascito del Prof. Italo Guidetti e cospicue donazioni di enti, privati e associazioni. Nel 1998 la Biblioteca Comunale di Ovaro è stata ufficialmente intitolata al Prof. Guidetti nel centenario della sua nascita (1898-1984), avendo la comunità ovarese individuato nell'illustre concittadino - che ha devoluto al Comune la sua casa, la consistente raccolta libraria e una dotazione economica - la persona più meritevole di tale riconoscimento. Il logo della Biblioteca "Una passione da coltivare" è opera di Francesco Tonucci, ricercatore dell'Istituto di Psicologia del Consiglio Nazionale delle Ricerche di Roma (CNR).
Il patrimonio librario è stato via via incrementato e attualmente la dotazione supera i 14800 volumi. L'organizzazione della raccolta assicura al lettore la disponibilità immediata e il facile accesso a tutti i libri posseduti, ordinati secondo la materia di cui trattano e disposti su scaffali aperti. Un'apposita sezione è riservata ai libri per ragazzi ed un'altra, piuttosto nutrita, è destinata alla cultura locale dove sono raggruppate le opere riguardanti la regione e la Carnia in particolare.

## Geografia antropica

### Frazioni
Il comune è costituito, oltre che dal capoluogo, da 13 frazioni (paîs), ed amministrativamente suddiviso in 14 consulte frazionali.
Le frazioni del comune sono (tra parentesi è riportato il nome in friulano standard e in friulano carnico):
- Agrons (Negrons)
- Cella (Cele, loc.Cela)
- Chialina (Cjaline, loc.Cjalina)
- Clavais (Clavais, loc.Clavaias)
- Cludinico (Cludini)
- Entrampo (Dentramp)
- Lenzone (Lenzon)
- Liariis (Liariis, loc.Liaries)
- Luincis (Luvinçis, loc.Luvinças)
- Luint (Luvint)
- Mione (Mion)
- Muina (Muine, loc.Muina)
- Ovasta (Davaste, loc.Davasta)

## Economia
L'economia del comune si basa principalmente sull'industria (cartiera con oltre 150 occupati) e sul terziario. Sono presenti alcune aziende agricole di allevamento, di modeste dimensioni, artigianato e turismo.
Nel campo della ricettività è peculiare di Ovaro e di altri centri della zona (Comeglians, Lauco, Sutrio e Raveo) l'albergo diffuso: i turisti possono alloggiare in antiche case di tipo carnico ristrutturate e dotate di ogni comfort.
Nel comune di Ovaro risultano occupati 623 individui, pari al 28,6% del numero complessivo degli abitanti del comune.
Risultano insistere sul territorio del comune 55 attività industriali con 359 addetti pari al 57,62% della forza lavoro occupata, 42 attività di servizio con 79 addetti pari al 12,78%, altre 47 attività di servizio con 126 addetti pari al 20,22% e 21 attività amministrative con 59 addetti pari al 9,47%.

## Amministrazione

### Sindaci dal 1995
| Periodo | Periodo   | Primo cittadino    | Carica                    | Note |
| ------- | --------- | ------------------ | ------------------------- | --- |
| 1995    | 1999      | Remigio Timeus     | Sindaco                   | |
| 1999    | 2004      | Lino Not           | Sindaco                   | |
| 2004    | 2009      | Lino Not           | Sindaco                   | |
| 2009    | 2014      | Romeo Rovis        | Sindaco                   | |
| 2014    | 2019      | Mara Beorchia      | Sindaco                   | |
| 2019    | 2019      | Mario Cattarinussi | Sindaco                   | Il consiglio comunale è stato sciolto per le dimissioni rassegnate dalla maggioranza dei consiglieri ed il comune è stato commissariato |
| 2019    | 2020      | Silvia Zossi       | Commissario straordinario | |
| 2020    | in carica | Lino Not           | Sindaco                   | |

### Altre informazioni amministrative
Il comune fa parte dell'associazione intercomunale Alta Val Degano – Val Pesarina costituita nel 2007 insieme ai comuni di Comeglians, Forni Avoltri, Prato Carnico e Rigolato.

## Sport
La squadra di calcio, ASD Ovarese, milita nel campionato carnico di prima categoria.
È assai fiorente il settore giovanile che comprende diverse squadre partecipanti ai rispettivi campionati.
È attiva l'Unione Sportiva Ovaro, fondata nel 1970, che si occupa di sport, ricreazione, tempo libero e cultura. L'US Ovaro ha ottenuto dal CONI la stella di bronzo al merito sportivo e dal CSI il discobolo di bronzo per gli oltre 35 anni di ininterrotta attività.
Nel Comune sono presenti i seguenti impianti sportivi:
- Campo di calcio in località Spin, con illuminazione notturna, in gestione all'ASD Ovarese (tel. 043367338)
- Campo di calcio in frazione Cella (sempre aperto e a fruizione libera)
- Campo di calcetto e di tennis, con fondo sintetico e illuminazione notturna (in gestione all'ASD Ovarese)
- Palestra omologata per basket e volley (in uso alle scuole e all'U.S. Ovaro)
- Palestra macchine (in uso all'U.S. Ovaro)

Esistono percorsi per la pratica del ciclismo in mountain bike. Il Giro d'Italia, nel 2007, 2010, 2011, 2014, 2018 e 2021 è transitato sulla cima del monte Zoncolan (1.750 m s.l.m.: una salita durissima, con una pendenza media dell'11,5% e massima del 22%, a detta di molti la più dura dell'intero arco alpino).
Numerose sono le manifestazioni sportive che si svolgono a Ovaro.
Gli appassionati di calcio possono assistere ai vari incontri delle squadre locali (Campionato Carnico di 1ª categoria e Amatori, pulcini, esordienti, giovanissimi e allievi).
Per la corsa in montagna dal 1973 il primo sabato di settembre si corre il memorial Luigi Pinzan. Nella frazione di Muina il terzo sabato di giugno si disputa il Cross di Loret, gara giovanile. A Ovaro a luglio appuntamento con VolleyFest, torneo amatoriale ospitato nella piattaforma polivalente.

## Galleria d'immagini

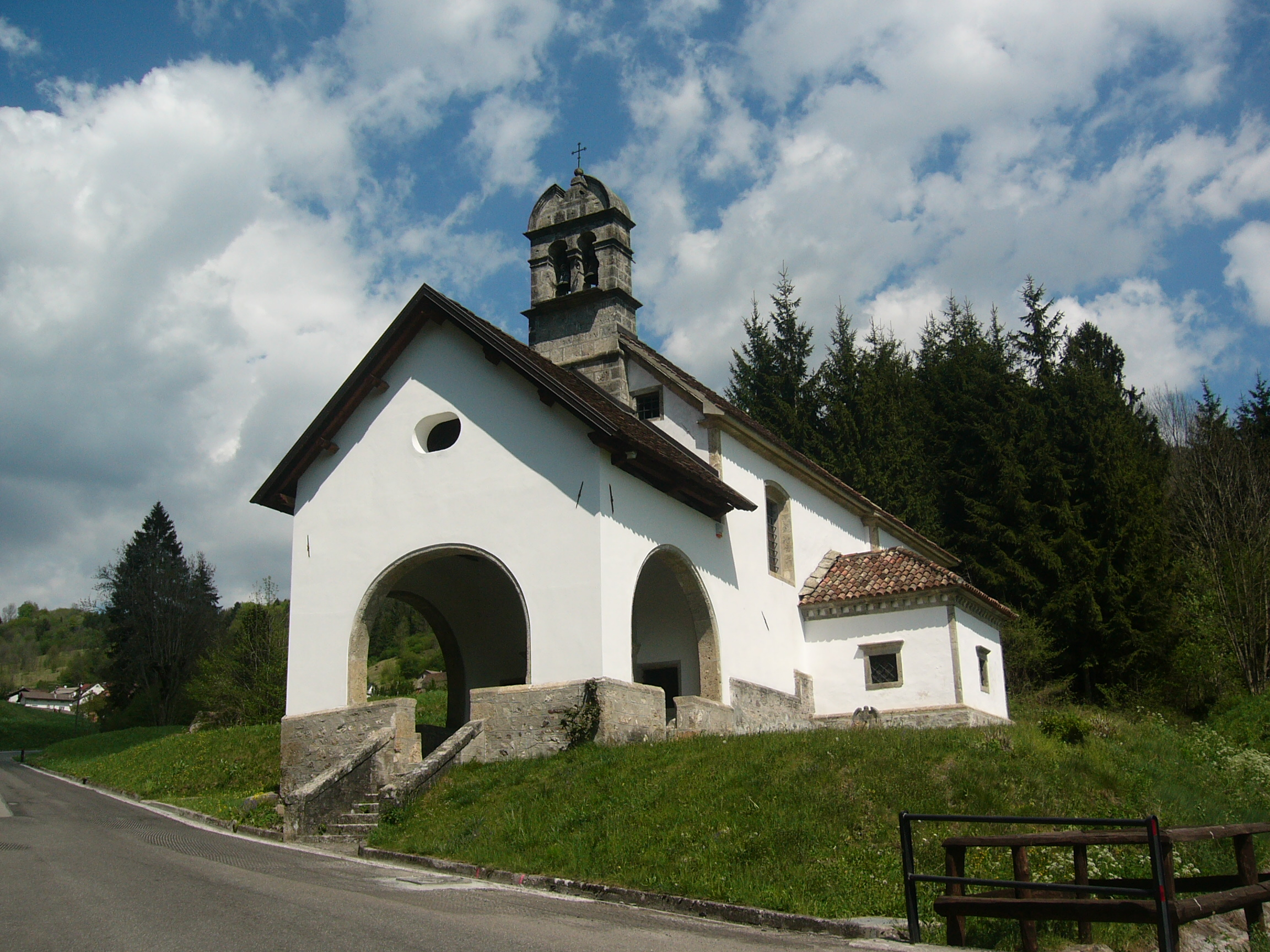
La chiesa della madonna del Carmine a Lenzone
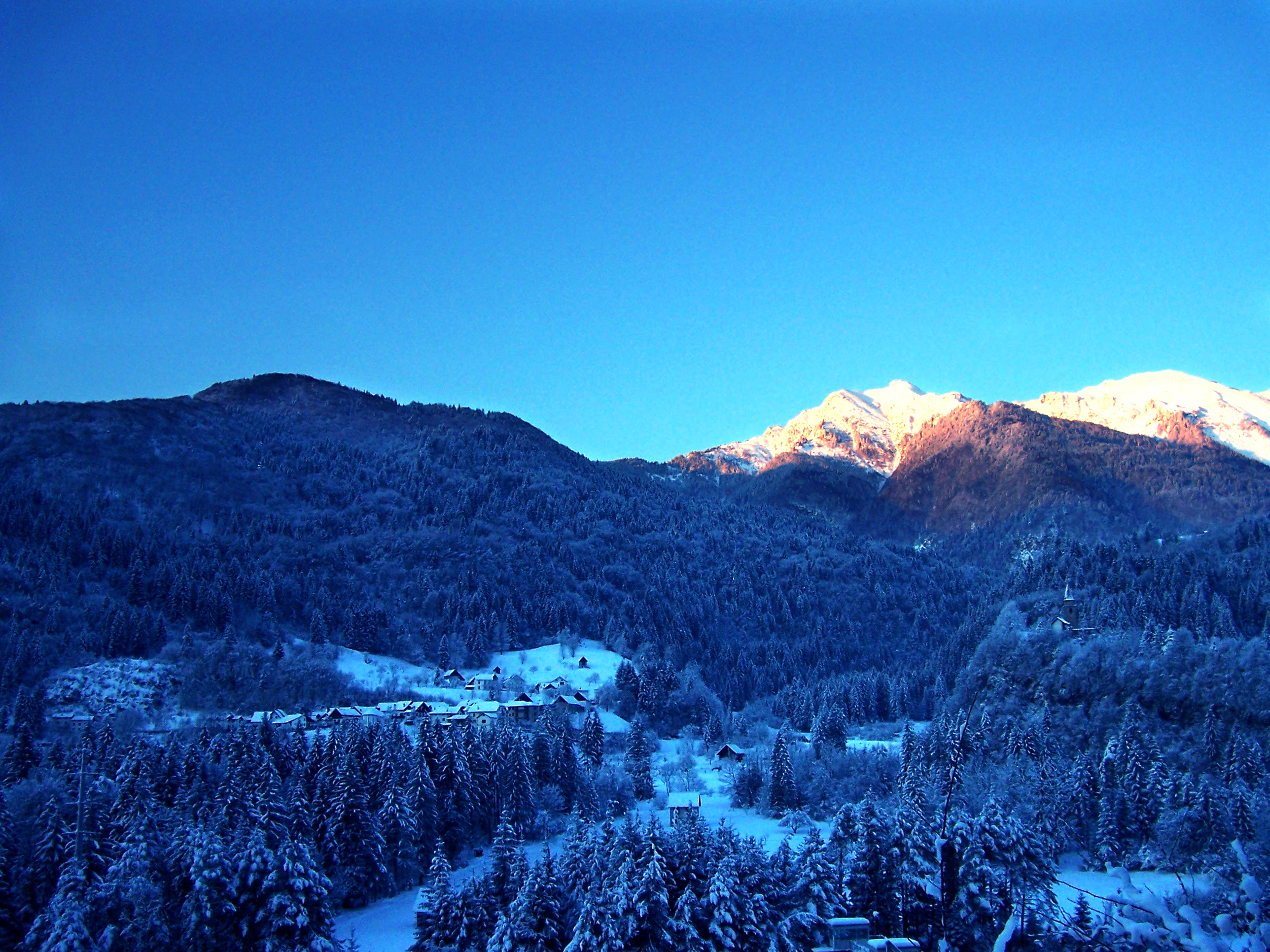
La frazione di Agrons all'alba d'inverno
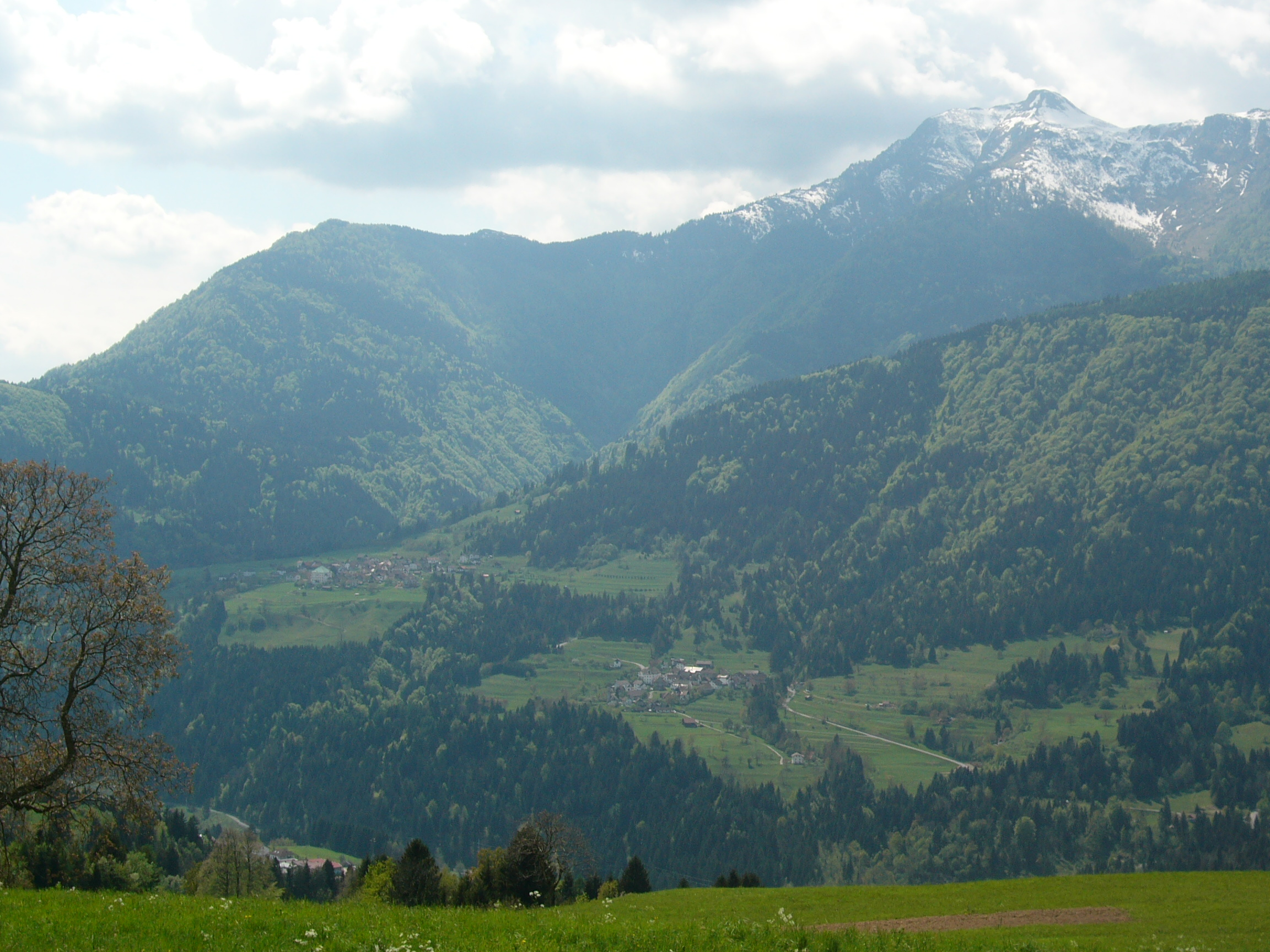
Veduta delle frazioni di Mione e Luint
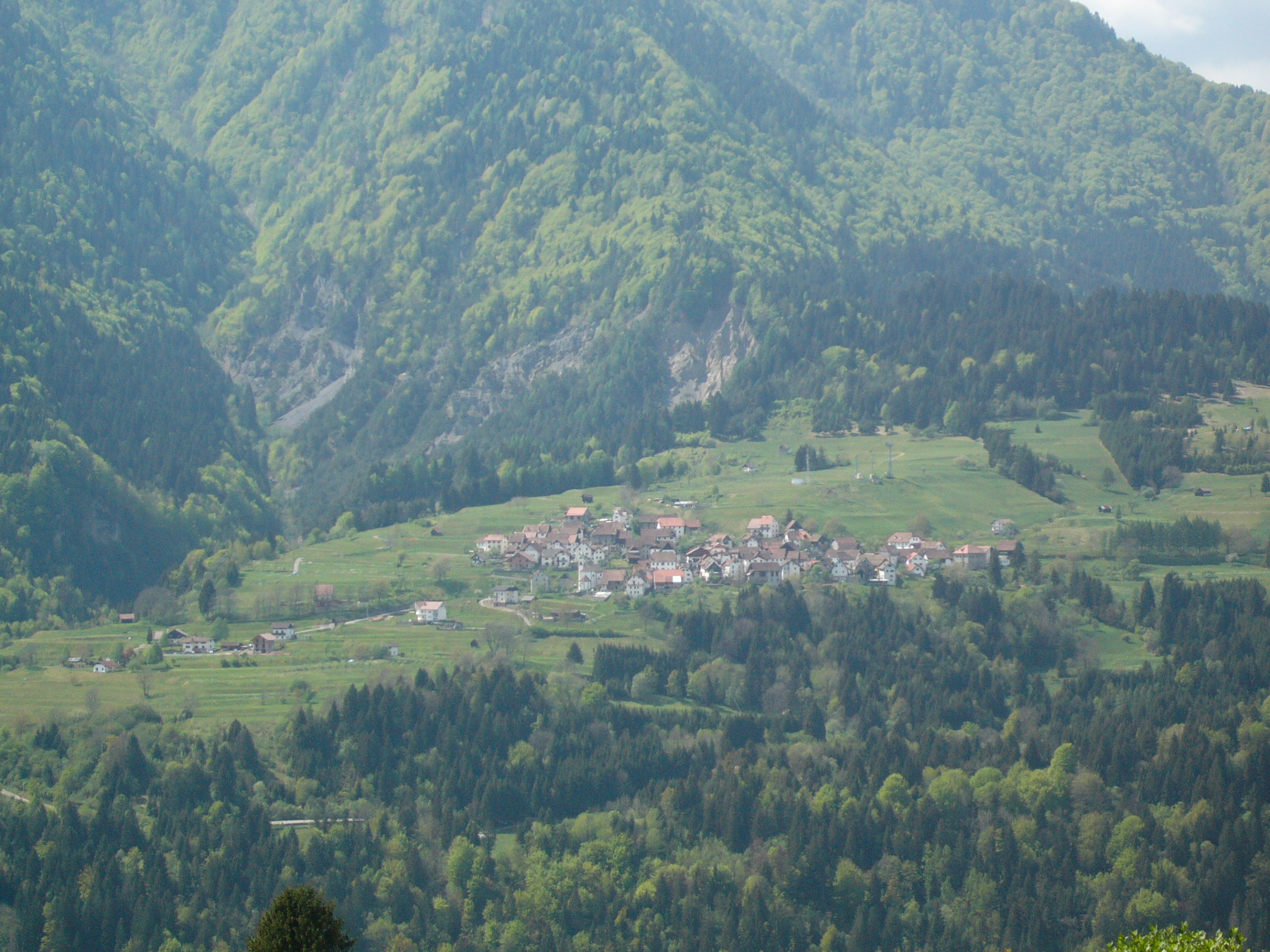
Veduta della frazione di Ovasta
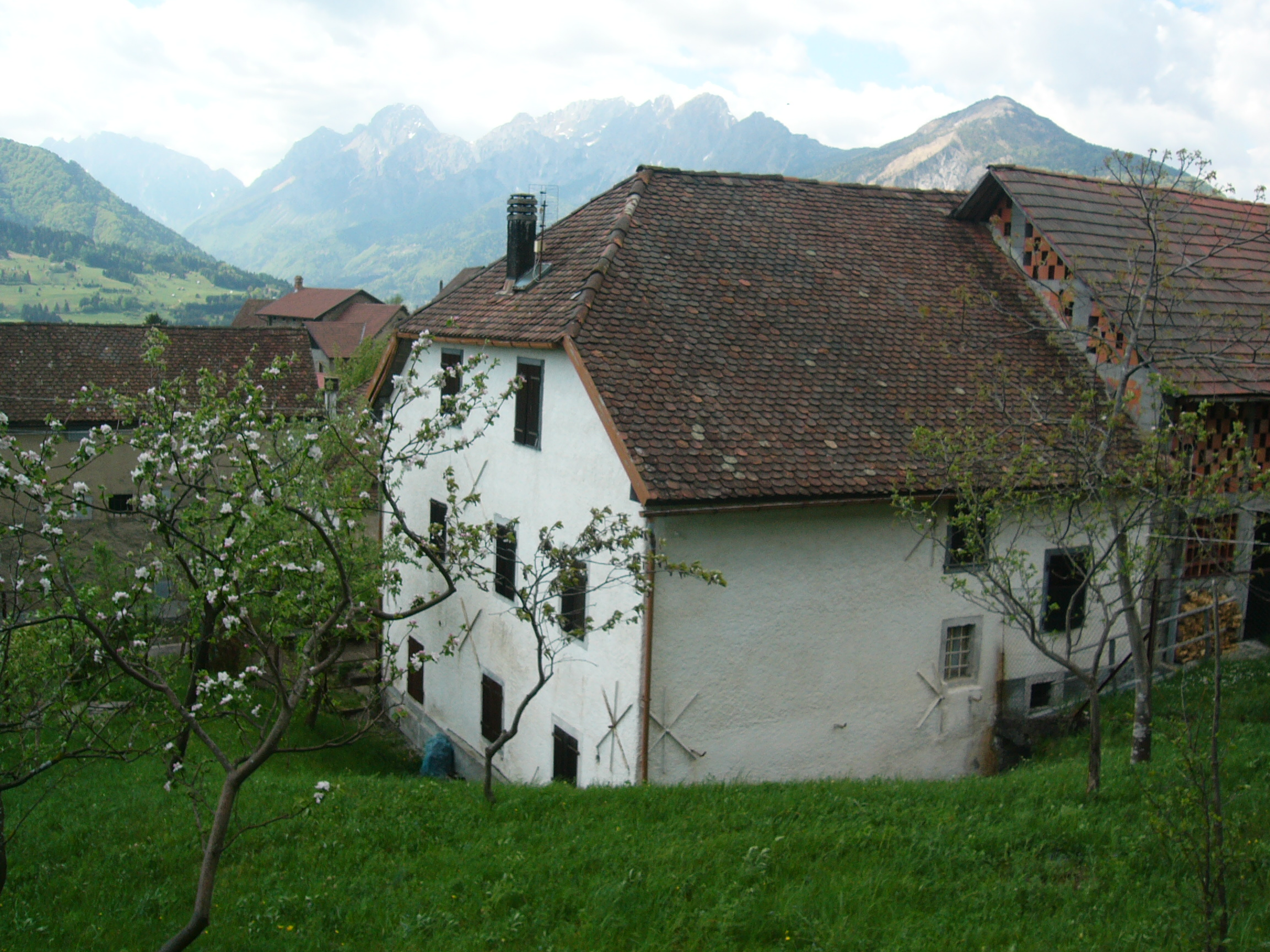
Tipica casa gortana a Clavais
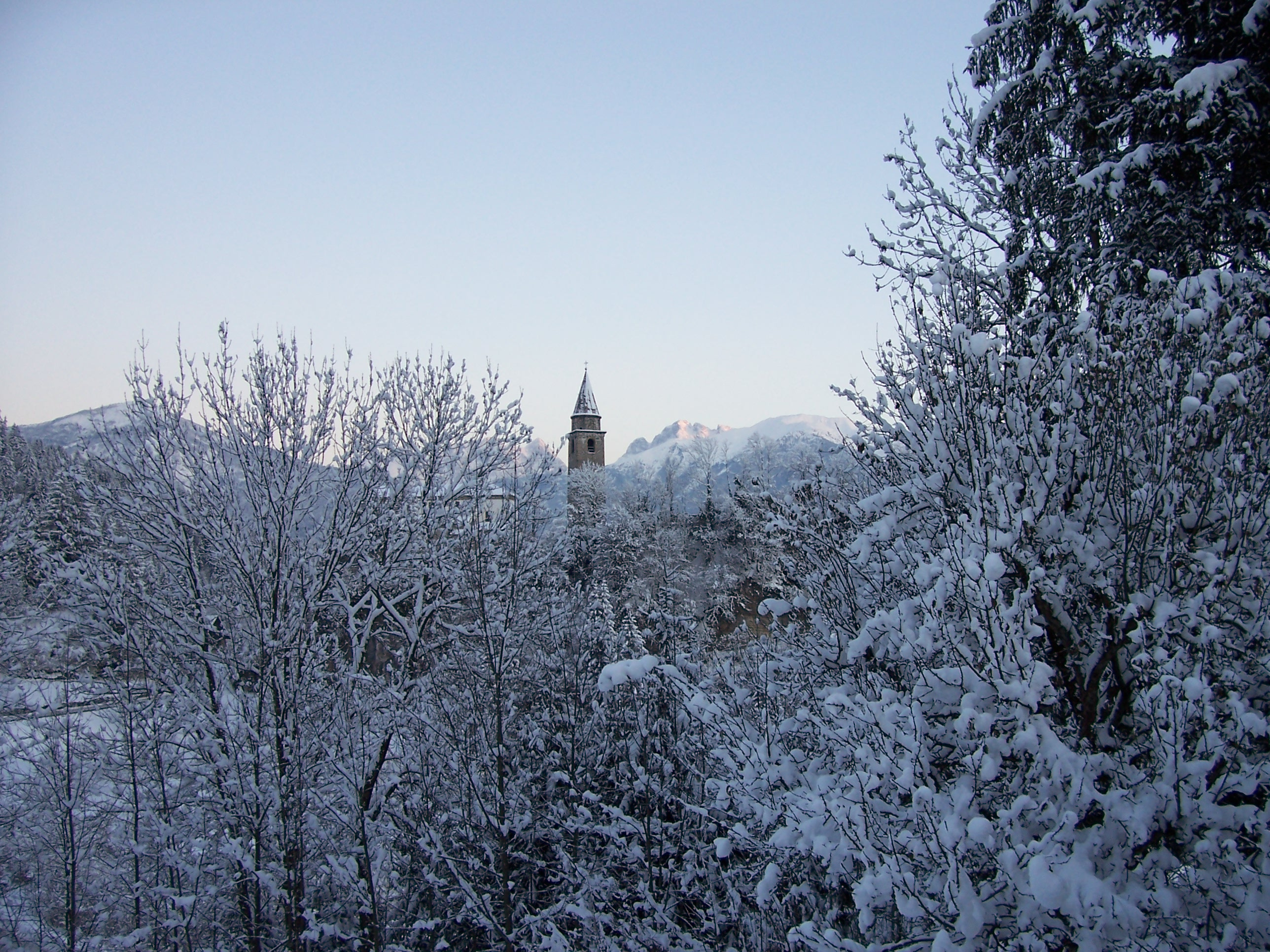
La pieve di Gorto d'inverno
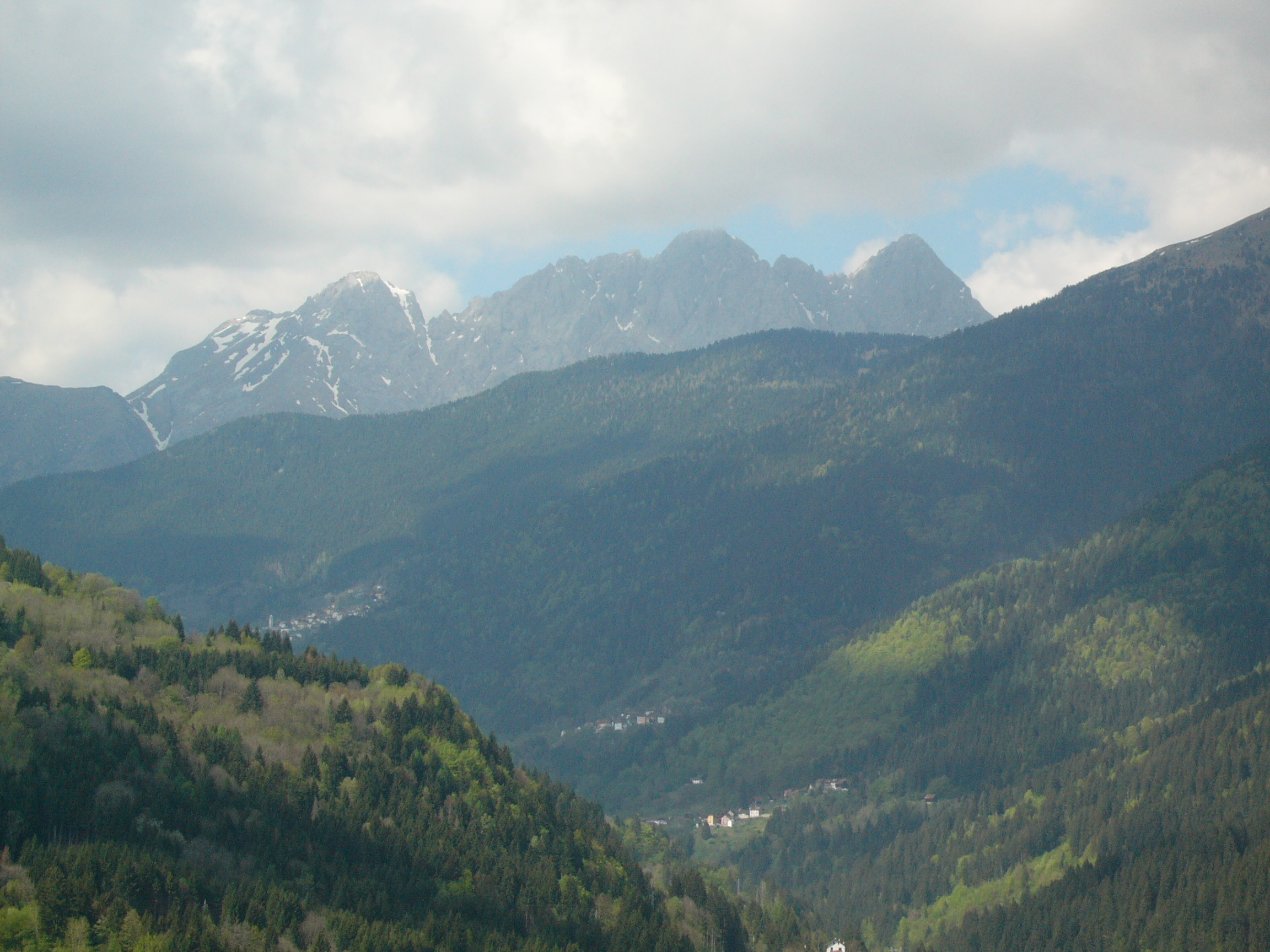
Vista sul Canale di Gorto e il Volaia
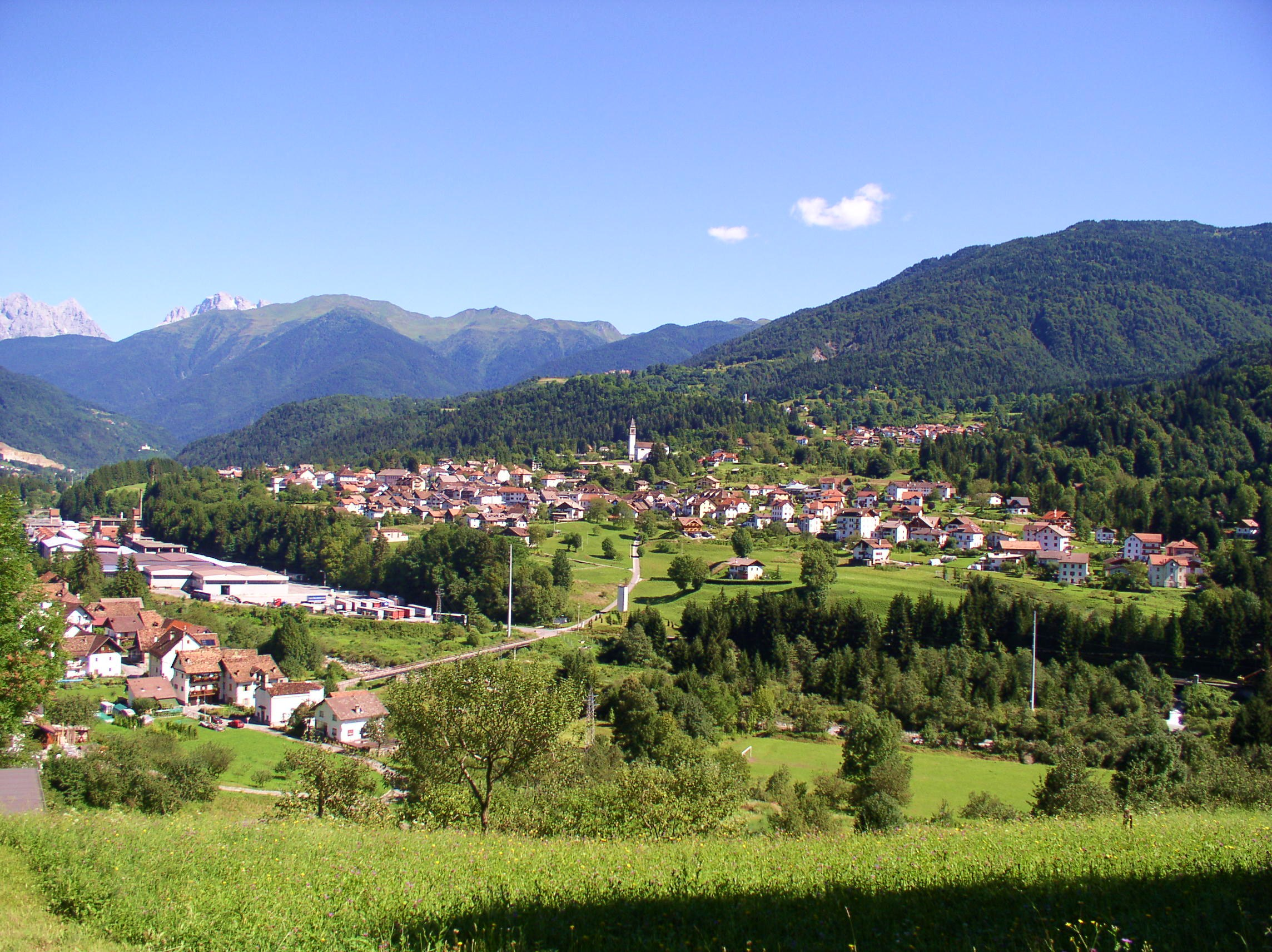
Panoramica di Ovaro